# Alfonso Gatto
Alfonso Gatto (Salerno, 17 luglio 1909 – Orbetello, 8 marzo 1976) è stato un poeta, scrittore, pittore, critico d'arte e critico letterario italiano.

## Biografia

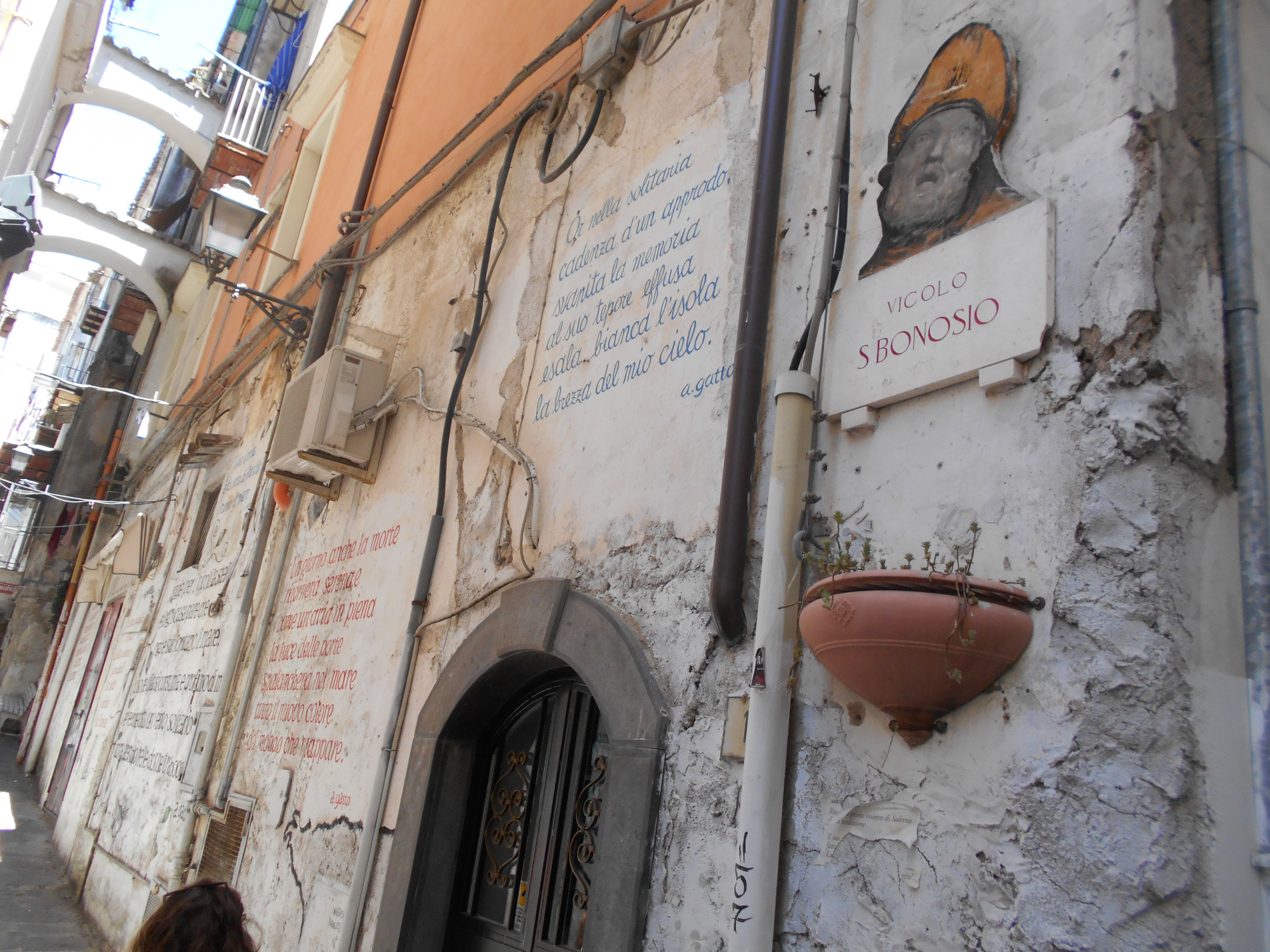
vicolo con le poesie di Alfonso Gatto a Salerno

Nacque a Salerno il 17 luglio del 1909, da Giuseppe Gatto ed Erminia Albirosa. La sua infanzia e la sua adolescenza furono piuttosto travagliate. Fratello del pittore Alessandro Gatto, compì i primi studi al liceo classico Torquato Tasso della sua città natale, mostrandosi portato per le materie letterarie, in particolare l'italiano, e poco incline alla matematica. Al liceo scoprì la propria passione per la poesia e la letteratura.
Nel 1926 si iscrisse all'Università degli Studi di Napoli Federico II, che dovette tuttavia abbandonare qualche anno dopo a causa di difficoltà economiche.
Sposò la figlia del suo professore di matematica, Agnese Jole Turco, con la quale, all'età di 21 anni, fuggì a Milano. Ebbero due figlie, Marina e Paola.
Nel capoluogo lombardo, dove risiedette dal maggio del 1934, tra i suoi amici più assidui vi furono Cesare Zavattini, Arturo Tofanelli, Leonardo Sinisgalli, Orazio Napoli e Domenico Cantatore, coi quali frequentava i caffè cittadini.
La sua vita fu piuttosto irrequieta e movimentata, anche dal punto di vista lavorativo: dapprima commesso di libreria, poi istitutore di collegio, correttore di bozze, giornalista, insegnante.
Durante quegli anni Gatto collaborò ai più innovatori periodici e riviste di cultura letteraria (Italia letteraria, Rivista Letteratura, Circoli, Primato, Ruota). Nel 1938, insieme a Vasco Pratolini, fondò la rivista Campo di Marte per commissione dell'editore Vallecchi, un periodico che durò un solo anno. Fu comunque questa una esperienza significativa per il poeta, che ebbe modo di cimentarsi nella letteratura militante di maggior impegno.
Campo di Marte (il cui primo numero uscì il 1º agosto 1938) era nato come quindicinale di azione letteraria e artistica, con l'intento di educare il pubblico a comprendere la produzione artistica in tutti i suoi generi. La rivista si ricollegava al cosiddetto ermetismo fiorentino.
Nel 1941 Gatto ricevette la nomina a docente ordinario di Letteratura italiana, per "chiara fama", presso il Liceo Artistico di Bologna e iniziò pure una collaborazione con la rivista Primato di Giuseppe Bottai, sulla quale pubblicò con continuità poesie e recensioni letterarie.
Nel 1944, iscrittosi al PCI, iniziò a collaborare a Rinascita e, dopo la liberazione di Milano, nell'aprile 1945, a L'Unità.
Ha scritto e pubblicato nel 1962 una poesia sulla rivista Pioniere dal titolo: Girotondo per la città n° 5 e ha scritto e pubblicato nel 1964 un racconto sulla rivista Pioniere dell'Unità dal titolo: La partita di calcio n° 33.
Fu poi inviato speciale de L'Unità assumendo una posizione di primo piano nella letteratura di ispirazione comunista. Nel 1951 si dimise dal partito e diventò un comunista "dissidente". Il poeta, nel 1946, incontrerà la donna più importante della sua vita, la pittrice triestina Graziana Pentich per la quale abbandonò la moglie e le figlie e da cui ebbe due figli, Teodoro e Leone. La vita del poeta sarà segnata, nel 1963, dal dolore per la scomparsa di Teodoro, mentre Leone sopravvisse solo tre mesi al poeta.
Nel 1964 fece parte della giuria per il premio letterario Soverato.
L'8 marzo del 1976 Gatto si trovava a Grosseto e si mise in viaggio lungo l'Aurelia diretto a Roma, a bordo di una Mini Minor alla cui guida si trovava Paola Maria Minucci. L'auto finì fuori strada nei pressi della Torba di Capalbio e il poeta fu trasportato d'urgenza a Orbetello dove, per via delle condizioni ormai critiche, si decise di caricarlo sull'ambulanza in direzione dell'ospedale di Grosseto. Alfonso Gatto spirò alle ore 16:10 mentre si trovava ancora a Orbetello.
 

È sepolto nel cimitero monumentale di Salerno, sua città natale: sulla sua tomba, che ha un macigno per lastrone, è inciso il commiato funebre dell'amico Eugenio Montale: 
Il suo archivio è conservato presso il Centro per gli studi sulla tradizione manoscritta di autori moderni e contemporanei dell’Università di Pavia.

## Formazione e poetica

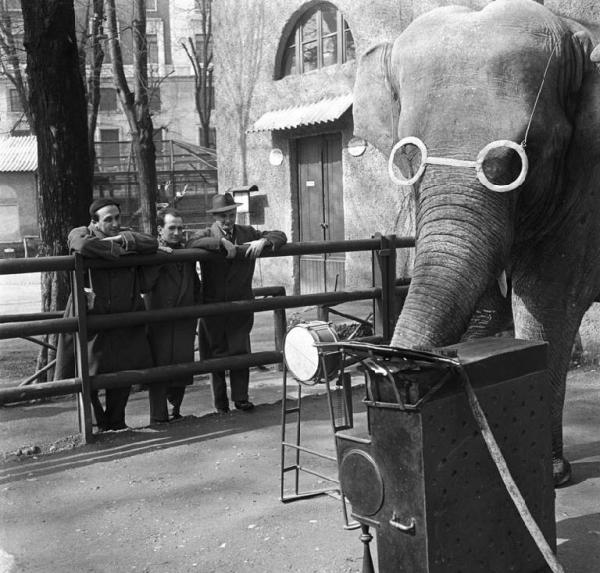
Alfonso Gatto con Oreste Del Buono e Vittorio Sereni a Milano, fotografia di Federico Patellani, 1951

L'ermetismo riconosce in Alfonso Gatto uno dei più accesi tra i suoi protagonisti. Non si sa molto dei suoi primi anni a Salerno, che tanta importanza hanno senza dubbio avuto nella sua formazione, come pure si ignorano le sue prime letture, i suoi primi incontri (tra gli altri, con il critico letterario Francesco Bruno, che lesse per primo e ordinò le sue poesie), le sue amicizie. Le notizie biografiche sono scarse e sono le solite: gli studi, l'arrivo all'Università non terminata, la vita irrequieta, i vari lavori intrapresi.
Fa eccezione la notizia dell'uscita del suo primo volumetto nel 1932, Isola, nel quale i maggiori lettori del tempo riconobbero subito il segno di una voce nuova e vera. Quando nel 1932 Giuseppe Ungaretti pubblica Sentimento del tempo, Gatto, appena nato alla poesia, viene subito inserito nel capitolo di quel momento.
Con Isola, Gatto inizia la sua esistenza di poeta e un discorso che si concluderà solamente con la sua tragica morte quarantaquattro anni dopo. Isola è il testo decisivo per il costituirsi di una "grammatica ermetica" che verrà definita dal poeta stesso come ricerca di «assolutezza naturale». Il linguaggio è rarefatto e senza tempo, allusivo, tipico di una poetica dell'"assenza" e dello spazio vuoto, ricco di motivi melodici. E saranno proprio il senso dello spazio e l'abbandono alla melodia gli elementi costanti di Isola, così come più tardi delle altre raccolte di poesie. Ad Isola segue Morto ai paesi, una quarantina di componimenti in versi. Non si evincono grandi differenze tematiche e stilistiche rispetto ad Isola, anzi vi è una comune evocazione di immagini plastiche, idilliache ed oniriche, e risalta il topos letterario della memoria. Alcune atmosfere e scelte lessicali suggeriscono stilemi petrarcheschi. Non è un caso che Giovanni Pozzi, ne La poesia italiana del Novecento, abbia incluso Alfonso Gatto tra i cosiddetti petrarchisti dell'ermetismo, data l'influenza del poeta proto-umanista sui filoni poetici della prima metà del XX secolo.
Anche in Arie e ricordi, che rappresenta la prima stagione del poeta salernitano (1929-1941), le sue figurazioni ruotano intorno alla memoria, riaffiorano dalle inquietudini e dai sogni adolescenziali. La successiva produzione lirica risentirà dell'esperienza bellica. La morte, topos trasfigurato nei componimenti del passato, si disvela nelle sue connotazioni più drammatiche. Gatto si avvicina al dolore degli uomini e nella successiva raccolta, Il capo sulla neve, il poeta registra le esperienze degli anni 1943-1947. Nel 1950 Mondadori pubblica lo Specchio, volume che raccoglie le poesie scritte durante trentacinque anni di attività. La storia delle vittime in cui Gatto trasferì Amore della vita e Il capo sulla neve, arriva dopo il volume Poesie che raccoglie le liriche composte dal 1929 al 1941. Nello Specchio vengono incluse le Nuove poesie del 1950 in cui erano state inserite le liriche composte dal 1941 al 1949. Esse comprendevano sia i componimenti della Resistenza di matrice civile e politica, sia quelli concernenti la vita privata e l'esperienza amorosa di Gatto. In Poesie d'amore risulta marcata l'ispirazione al poeta Rimbaud, tanto amato dal Nostro. Ma la raccolta di poesie che ha attratto maggiormente l'attenzione della critica e dei lettori, è La forza degli occhi (1950-1953). In essa si fondono ermetismo e surrealismo. Questo volume segna la raggiunta maturità poetica di Gatto. La visionarietà diviene il mezzo espressivo capace di rivelare il talento del poeta. Alla raccolta Osteria flegrea, poesie composte dal 1954 al 1961, segue la raccolta più corposa della sua intera produzione, Rime di viaggio per la terra dipinta (1968-1969), rime scritte e raffigurate pittoricamente in acquarelli. In esse si coglie un "senso di insistito giuoco metrico-stilistico e dell'immaginazione (o piuttosto dell'intelletto) mentre un ruolo quasi secondario viene affidato al sentimento".

### Il motivo dell'amore
Il motivo dell'amore è cantato in tutti i modi e percorso in ogni direzione e, anche se a tratti ha intonazioni classicheggianti, non perde mai il valore fonico della parola che diventa un momento a sé di suggestione.
Nel periodo che va dal 1940 al 1941 vi è un rifacimento delle poesie precedenti che faranno parte di una raccolta edita da Vallecchi nel 1941 sotto il nome di Poesie che rimarranno immutate fino alla stesura del 1961 quando, dando un ordine maggiore allo stesso volume, esse toccheranno il punto di maggiore "cantabilità" nella poesia di Gatto.

Una delle immagini tra le più vive della poesia contemporanea possiamo trovarla nella poesia Oblio dove il poeta esprime la gioia della vita fatta memoria e festa alle quali egli sente di appartenere:
Tutto si calma di memoria e resta
il confine più dolce della terra,
una lontana cupola di festa
In questi versi si assiste al dileguarsi dell'analogia stretta dei primi libri e in Amore della vita, il libro del 1944, il poeta riuscirà a esprimere una freschezza insolita in un momento di retorica dedicata alla Resistenza.
Gatto, infatti, aderisce alla poesia della Resistenza, commosso dallo spirito civile e politico degli italiani e nella raccolta successiva, Il capo sulla neve, egli avrà parole di forte commozione per i "Martiri della Resistenza" ed esprimerà nelle poesie una assorta meditazione che ha il raro dono dell'immediatezza.
Gatto è dunque un poeta di natura e d'istinto che ha conosciuto durante la guerra e nel dopoguerra un serio rinnovamento sia nei contenuti che nella forma aprendosi a strutture narrative più complesse che fondono autobiografismo lirico e partecipazione storica.
Nello scorrere l'ultima produzione di Gatto, Rime di viaggio per una terra dipinta, e Desinenze, opera postuma uscita un anno dopo la sua morte, resta l'immagine di un poeta coinvolto dal tumulto della vita, ma sempre lieto di fissare nella memoria ogni emozione in una lingua ricca di motivi e di sorprese nuove.

## L'esperienza milanese
Alfonso Gatto appartiene a quel folto gruppo di intellettuali provenienti dal Sud Italia, tra i quali il celebre critico d'arte Edoardo Persico ed Elio Vittorini, che negli anni trenta, giunsero a Milano, una Milano centripeta, punto di confluenza delle intelligenze più fervide dell'epoca. Dal 1936 al 1938 Gatto collaborò al periodico Casabella con una serie di articoli nella rubrica Cronaca dell'architettura; egli partiva dai temi concernenti l'architettura per poi trattare di argomenti di cultura generale, mentre gli articoli di fondo erano tenuti da Giuseppe Pagano. Edoardo Persico fu una figura importantissima nella vita del poeta salernitano, e, quando morì, nel 1936, lasciò un patrimonio di idee nuove e illuminanti di cui faranno tesoro Raffaello Giolli e Alfonso Gatto. Infatti, entrambi tentarono di sviluppare e fissare, quella relazione artistica che Persico aveva instaurato tra Frank Lloyd Wright e Paul Cézanne, vale a dire, una palese identificazione tra architettura organica e impressionismo. La ricerca intellettuale di Gatto lo condurrà a scrivere Prefazione a Frank Lloyd Wright, Architettura organica in cui Gatto intese una immagine di Wright come architetto-poeta o, per usare un'espressione con cui lo stesso architetto statunitense aveva intitolato una sua opera, come "Disconosciuto legislatore del mondo". "Wright è più di un architetto", scrive Gatto, "gli si deve riconoscere una statura di creatore - l'unica di architetto che oggi ci sia nel mondo - congiunta ad un'effettiva forza di tecnico e ad una ispirata passione umanitaria".

## Pittore e critico d'arte
La profonda sete di conoscenza condusse il poeta a soddisfare la propria attitudine alla pittura, con la realizzazione di vari acquerelli e disegni, nonché alla elaborazione di numerosissimi Cataloghi per pittori di grande caratura, come Ottone Rosai, Renato Guttuso, Filippo de Pisis, Giuseppe Zigaina, Marco Lusini, Mino Maccari, Corrado Cagli. La compagna Graziana Pentich, ha raccolto negli anni novanta, in un volume intitolato “I colori di una storia”, disegni, dipinti poesie di Gatto, unitamente alle sue opere di pittura e ai teneri disegni e acquerelli del figlioletto Leone. In esso è scandita la storia di una vita in cui l'arte risulta essere il linguaggio quotidiano più congeniale ad esprimere e raccontare le esperienze dei tre protagonisti, dalla nascita alle prime parole di Leone, ai continui spostamenti fisici del poeta, il quale incorpora l'una dentro l'altra le città conosciute lungo il cammino in un'unica grande città che ha l'anima del Sud. Nel racconto sono molti gli autoritratti del poeta, realizzati tra il 1946 e il 1958, da lui stesso definiti “autoritratti-maschera”: l'autoritratto sul giornale Avanti!, quello al Craja (il caffè milanese, ritrovo di artisti e intellettuali negli anni trenta e quaranta, situato nella piazzetta Filodrammatici, dove si trova il Teatro dei Filodrammatici, vicino al Teatro alla Scala) e i tre autoritratti detti “auto istantanee”, dove Gatto si raffigurò come un clown. La Pentich parla a tal proposito di una “coincidenza di sentimenti con i temi circensi sublimati da Picasso nelle figure del suo periodo blu e rosa”.
L'eclettismo di Gatto è anche il risultato della sua personale concezione dell'Arte, concezione per certi versi rinascimentale, in contrasto con quella a lui contemporanea che voleva la separazione tra i vari ambiti artistici.

## Nel cinema
Alfonso Gatto ha anche avuto diverse parti in alcuni film. In Il sole sorge ancora (1946) di Aldo Vergano aveva la parte di un conduttore di treni. Altre parti ha avuto in due film di Pier Paolo Pasolini: in Il Vangelo secondo Matteo (1964), recitava la parte dell'apostolo Andrea, in Teorema (1968), la parte di un dottore. Altre parti ha avuto in Cadaveri eccellenti (1976) di Francesco Rosi dove era Nocio e in Caro Michele (1976) di Mario Monicelli, tratto dall'omonimo romanzo di Natalia Ginzburg, dove interpretava il padre di Michele.

## Opere principali

### Poesia
- Isola, Napoli 1932
- Morto ai paesi, Modena 1937
- Poesie, Milano 1939 (nuova edizione, Firenze 1943)
- L'allodola, Milano 1943
- La spiaggia dei poveri, Milano 1944
- Amore della vita, Milano 1944
- La spiaggia dei poveri, Milano 1944 (nuova edizione Salerno 1996)
- Il sigaro di fuoco. Poesie per bambini, Milano 1945
- Il capo sulla neve, Milano 1947
- Nuove poesie 1941-49, Milano 1950
- La forza degli occhi, Milano 1954
- La madre e la morte, Galatina 1959
- Poesie 1929-41, Milano 1961
- Osteria flegrea, Milano 1962
- Il vaporetto. Poesie, fiabe, rime, ballate per i bambini di ogni età, Milano 1963 (nuove edizioni Salerno 1994 e Milano 2001)
- La storia delle vittime, Milano 1966, Premio Viareggio[14]
- Rime di viaggio per la terra dipinta, Milano 1969
- Poesie 1929-69, Milano 1972
- Poesie d'amore (1941-49; 1960-72), Collezione Specchio, Milano, Mondadori, 1973, ISBN 978-88-04-10585-5.
- Lapide 1975 ed altre cose, Genova, San Marco dei Giustiniani, 1976.
- Desinenze, Milano 1977
- Poesie, a cura di F. Napoli, Milano, Jaca Book, 1998, ISBN 978-88-16-52009-7.
- Tutte le poesie, a cura di Silvio Ramat, Collana Oscar grandi classici n.103, Milano, Mondadori, 2005, ISBN 978-88-04-53347-4.
- Tutte le poesie (nuova edizione ampliata), a cura di Silvio Ramat, Collana Oscar moderni n.103, Milano, Mondadori, 2017, ISBN 978-88-04-65960-0.

### Prosa
- La sposa bambina, Firenze, 1943; nuova ed., Firenze 1963; Salerno, Roma, 1994
- La coda di paglia, Milano, 1948; nuova edizione, Salerno, Roma, 1995
- Carlomagno nella grotta. Questioni meridionali, Milano, 1962; nuova ed., Firenze 1974 (come Napoli N.N.); Salerno, 1993
- Le ore piccole (note e noterelle), Salerno, 1975
- Parole a un pubblico immaginario e altre prose, Pistoia, 1996
- Il signor Mezzogiorno, Napoli, 1996
- Il pallone rosso di Golia. Prose disperse e rare e l'inedito «Bagaglio presso», Milano, 1997
- L'aria e altre prose, Pistoia, 2000
- Diario d'un poeta, Napoli, 2001
- La pecora nera, Napoli, 2001
- La palla al balzo - un poeta allo stadio, Limina, 2006
- Pensieri, a cura di F. Sanguineti, Torino, Nino Aragno, 2016

### Teatro
- Il duello, Milano 1944; nuova ed., Salerno, 1995

## Filmografia
- Il sole sorge ancora, regia di Aldo Vergano (1946)
- Il Vangelo secondo Matteo, regia di Pier Paolo Pasolini (1964)
- Teorema, regia di Pier Paolo Pasolini (1968)
- Cadaveri eccellenti, regia di Francesco Rosi (1976)
- Caro Michele, regia di Mario Monicelli (1976)